# Nan gyi thoke
Nan gyi thoke (tiếng Miến Điện: နန်းကြီးသုပ်‌, phát âm [náɰ̃d͡ʑíθoʊʔ‌]; còn được đánh vần thành nangyi thoke) là một món gỏi kiểu Miến Điện (a thoke) trong ẩm thực Myanmar, được làm bằng mì gạo sợi tròn dày trộn với cà ri gà và dầu ớt được chế biến đặc biệt. Món ăn được tô điểm bằng bột đậu gà nướng, hành tây thái mỏng, ớt sừng, mì giòn, lát trứng luộc, chả cá và tẩm thêm tí chanh. Nan gyi thoke vốn bắt nguồn từ món ăn đường phố ở Mandalay.
Món gỏi này còn có một số tên gọi khác nhau tùy từng vùng miền bao gồm nan gyi thoke, nan gyi mont di, và ở Yangon người dân hay gọi là Mandalay mont di. Nan gyi (နန်းကြီး; n.đ. 'sợi lớn') dùng để chỉ loại mì gạo sợi tròn dày được sử dụng trong món này.